# Vlag van Limburg (Nederland)
De vlag van Limburg is bij besluit van Gedeputeerde Staten van Limburg op 28 juli 1953 vastgesteld. Hij bestaat uit twee gelijke horizontale banen van wit (boven) en geel (onder). Deze zijn van elkaar gescheiden door een smallere blauwe baan. Over deze drie banen staat aan de hijszijde een gekroonde rode leeuw met een dubbele staart. De vlag is door de Provinciale Staten van Limburg vastgesteld op 28 juli 1953.

## Beschrijving
De beschrijving volgens het besluit luidt:
Twee horizontale banen van gelijke hoogte; boven zilver (wit), beneden goud (goudgeel), van elkaar gescheiden door een smallere baan van blauw; over alles heen, geplaatst aan de broekzijde (mastzijde) en daarnaar gewend, een gekroonde, rode leeuw met dubbele staart.

## Symboliek
De vlaggenkleuren zijn ontleend aan die van het provinciewapen, dat bij Koninklijk Besluit van 27 december 1886 No. 26 aan het Hertogdom Limburg (provincie) werd verleend door koning Willem III der Nederlanden.
De leeuw symboliseert Limburg en verwijst ook naar het oude Hertogdom Limburg, waarvan het territorium zich overigens amper in het gebied van de huidige provincie bevond. De kroon en de dubbele staart maken hem de Limburgse leeuw. De kleuren zijn ontleend aan de kleuren in het provinciewapen: het rood van het Valkenburgse, Hornse en Limburgse wapen; het blauw van het Gelderse wapen; het goud van het Hornse, Gelderse en Gulickse wapen.

Symbolische betekenissen zijn:
|           | Grondsoorten                    | Regionaal                       | Officiële symboliek                                         |
| --------- | ------------------------------- | ------------------------------- | ----------------------------------------------------------- |
| Wit       | Zand (Noord- en Midden-Limburg) | Vlakke Noord- en Midden-Limburg | Wapen van Limburg en Wapen van Valkenburg.                  |
| Blauw     | (Rivier)klei (heel Limburg)     | De Maas                         | Wapen van Gelre.                                            |
| Geel/Goud | Löss (Zuid- en Midden-Limburg)  | De heuvels van Zuid-Limburg     | Wapen van Horne, Wapen van Gelre en Wapen van Gulik.        |
| Rood      | -                               | Het oude hertogdom Limburg      | Wapen van Valkenburg, Wapen van Horne en Wapen van Limburg. |

## Ontwerp

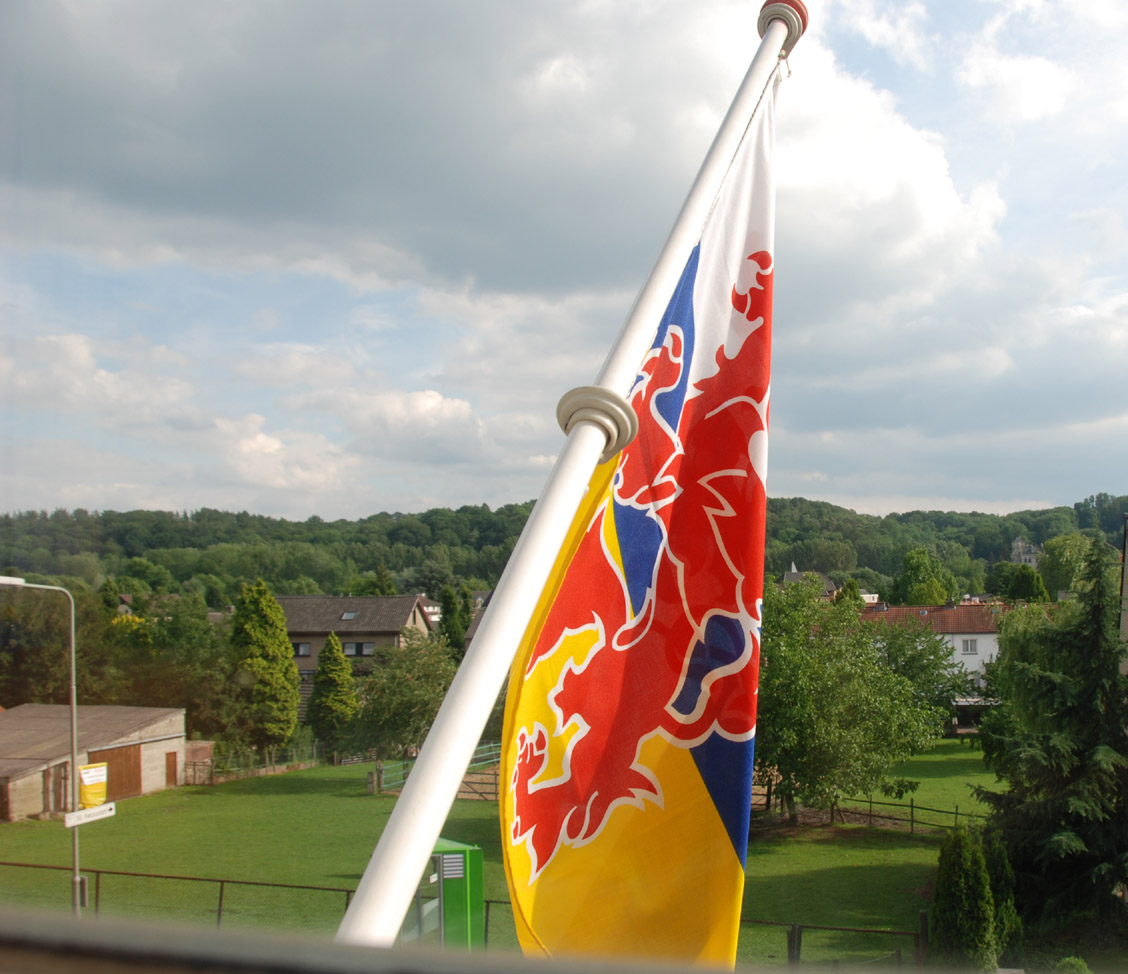
Uitgestoken Limburgse vlag

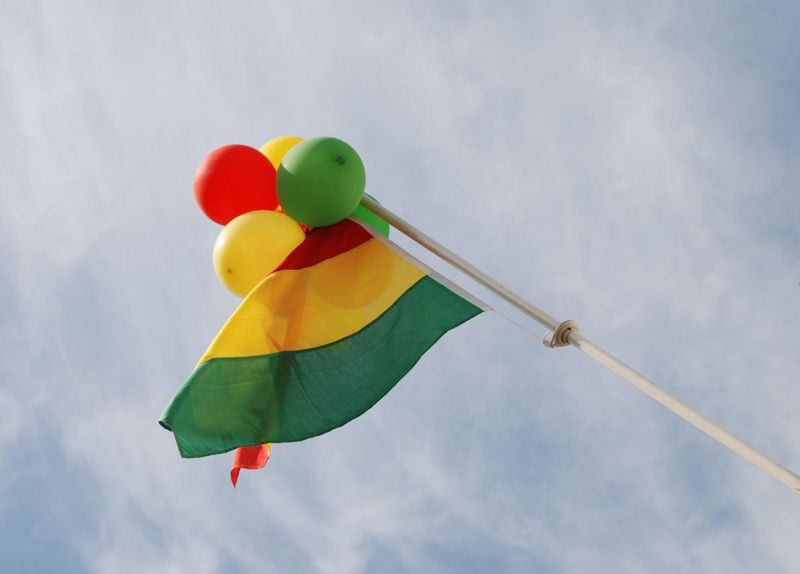
Limburgse carnavalsvlag

De vlag heeft een hoogte-breedteverhouding van 2:3, net zoals de Nederlandse vlag.
De witte baan (die in de officiële omschrijving ook met "zilver" wordt aangeduid) en de gele baan (die als "goud" of "goudgeel" wordt omschreven) zijn even hoog. Zij nemen elk twee vijfde van de hoogte in; de blauwe baan neemt een vijfde van de hoogte in.
Op 25 januari 2005 zijn de specifieke kleuren van de vlag vastgelegd in de Pantone-codering. Geel is PMS 130 C, voor blauw geldt PMS 072 C en voor rood PMS 032 C.

## Geschiedenis
De vlag is gebaseerd op een ontwerp van architect Louis Maris (1904-1986) uit Maastricht. In zijn ontwerp ontbrak de kleur geel: de onderste baan was wit. Naast het voorstel van Maris waren er nog andere voorstellen, maar die zijn afgewezen. Verschillende voorstellen bevatten ook de kleuren geel en zwart, aangezien rood, wit, blauw, geel en zwart de kleuren van het Limburgse wapen zijn.

In de 19e eeuw mochten de Nederlandse provincies enkel de Nederlandse vlag voeren. In het Hertogdom Limburg, dat krachtens het Verdrag van Londen (1839) lid werd van de Duitse Bond en dat tot 1866 zou blijven, werd een rood-witte vlag gebruikt; de kleuren van het wapen van het hertogdom. In 1885 heeft de provincie de rood-witte vlag formeel als provincievlag aangevraagd, waarop de Nederlandse regering herhaaldelijk liet weten dat deze vlag verboden is. Toch werd hij informeel tot de Tweede Wereldoorlog als Limburgse vlag gebruikt.

Wapen van het Hertogdom Limburg (1082-1795)
Wapen van de historische provincie Limburg (1839-1866)
Onofficiële vlag van Nederlands-Limburg (1839-1885, 1940-1944)
Vlag van Nederlands-Limburg (1953-heden)

## Zie ook

Wapen van Limburg (Nederland)
Vlag van Zuiveringschap Limburg
Vlag van Belgisch-Limburg
Wapen van Belgisch-Limburg
Vlag van Limbourg, Luik (België)
Handelsvlag van Groothertogdom Luxemburg en vlag van Belgisch-Luxemburg
Vlag van het rijnlands carnaval in Limburg.